# Santa Maria Hoè
Santa Maria Hoè est une commune italienne de la province de Lecco, dans la région lombarde.
C'est le lieu de naissance de dom Giorgio De Capitani.

## Administration
| Période                                  | Période | Identité | Étiquette | Qualité |
| ---------------------------------------- | ------- | -------- | --------- | ------- |
|                                          |         |          |           |         |
| Les données manquantes sont à compléter. |         |          |           |         |

### Communes limitrophes
Castello di Brianza, Colle Brianza, Olgiate Molgora, Rovagnate.